# 오치아이 히로미쓰
오치아이 히로미쓰(일본어: 落合 博満, 1953년 12월 9일 ~ )는 일본의 전 프로 야구 선수이자 야구 감독, 야구 해설가·평론가이다.

## 인물

### 프로 입단 전
아키타현 미나미아키타군에서 태어나 7형제의 막내로 태어났다. 중·고등학교 시절에 100여 편의 영화를 감상할 정도의 영화광이었으며 특히 ‘마이 페어 레이디’를 일곱 차례나 보면서 극중 노래의 가사(영어)를 기억했을 정도였다. 1969년에 아키타 현립 아키타 공업고등학교에 진학, 야구부에서 활약하고 있었지만 야구를 하는 시간보다 영화관에 있는 시간이 많았다. 선배에 의한 불합리한 언행에 참기 힘들어 야구부를 퇴단했지만 투구와 타석 모두 오치아이와 똑같은 실력을 가진 선수가 없었기 때문에 경기가 가까워지면서 부원들에게 설득한 끝에 다시 야구부에 복귀했다. 오치아이는 거의 연습을 하지 않고, 4번 타자로서 경기에 출전했다.
고교 졸업 후 1972년 도요 대학에 진학했지만 선배가 담배를 손에 넣으면 후배가 재빠르게 불을 붙이는 행동과 같은 체육계 내부에서의 관행에 납득하지 못했고 부상과 부진으로 순탄찮은 시련을 겪으면서 반 년만에 야구부를 퇴단함과 동시에 대학도 중퇴하는 등 자신의 고향인 아키타로 돌아갔다.
그 후 볼링장에서 아르바이트를 하여 볼링에 눈을 뜨게했는데 프로 테스트 응시를 앞두고 속도 위반으로 적발돼 범칙금을 내는 등 수험료를 지불할 수 없게 되어 결국 응시하지 못했다. 그러나 오치아이의 재능을 아까워할 정도로 느낀 고교 시절 은사의 권유도 있어 1974년 후추시에 소재하고 있는 도쿄 시바우라 전기공장에 기간제 직원으로 입사, 공장 내에 있는 사회인 야구팀 도시바 후추에 입단했다. 사회인 야구팀에서의 5년 동안 정규 경기에서 약 70개의 홈런을 때려내는 맹활약으로 두각을 나타내면서 1978년 아마추어 야구 전일본 대표 선수로 발탁(모리 시게카즈도 발탁됨)되었다.
같은 해인 1978년 프로 야구 드래프트 회의에서는 롯데 오리온스로부터 3순위로 지명받아 입단하여 오치아이를 영입한 조노우치 구니오의 말에 의하면, “변화구에 강하고 상대 투수를 부담스럽게 만드는 타입의 타자” 라는 이유를 들었다(조노우치는 투수로서 보는 시점에서 오치아이의 자질을 간파하고 있었다). 참고로 요미우리 자이언츠는 오치아이를 드래프트 2순위로 지명할 예정이었지만 에가와 사건으로 인해 드래프트 회의에 불참하면서 오치아이의 지명은 실현되지 않았다.

### 선수 시절

#### 롯데 오리온스 시절
이듬해 1979년, 프로 입단할 당시의 롯데 감독이었던 야마우치 가즈히로는 레벨 스윙의 본존이라고 말할 수 있는 인물이면서 어퍼 스윙이었던 오치아이의 타격폼 교정에 착수했다. “호스로 물을 뿌리는 느낌으로 칠 수 있다”등의 조언을 받았지만 오치아이 본인은 후에 “당시 자신에게는 야마우치 감독의 고도의 타격 이론을 이해할 수 없었다”라고 말한대로 야마우치 감독으로부터 배운 타법에서는 공이 앞으로 날아가지 않는 상황이었다고 한다. 그 때문에 베테랑 포수인 도이 겐지의 매우 부드러운 손목을 사용하고 공을 튕겨 되돌리는 폼에 주목하여 그것을 흉내내는 등 아류의 폼 개조를 노렸다(이것이 오치아이가 오레류(オレ流)라고 불리는 대목이다).
타격 코치인 다카바타케 미치히로는 오치아이의 손목을 사용하는 방식이 마음에 들어 1980년 요미우리에서 이적해 온 하리모토 이사오의 밑에서 오치아이를 데려갔다. 하리모토는 레벨과 어퍼의 타격 이론을 주장하는 타자이지만 의외의 결과가 나온 것에 대해 “훌륭하다. 그 상태에서의 스윙으로는 칠 수 있다”라고 말했다. 다카바타케 코치로부터 오치아이는 구종을 읽는 테크닉을 배웠다. 그러나 결코 오치아이와 야마우치 감독과의 관계가 나빴던 것이 아니고 오치아이는 야마우치 감독으로부터 전수받은 타격 연습법(커브 머신을 바로 정면에 두고 자신을 향해서 날아오는 공을 왼쪽으로 반격한다고 하는 것으로 왼쪽 옆구리를 잡고 벽을 만드는 연습 등)을 현역에서 은퇴할 때까지 실행에 옮겼다. 그 후 완성된 신주 타법을 개조하면서 야마우치 감독으로부터 배운 것이 자신의 배팅에도 살아있다는 것을 알아내어 야마우치 감독도 오치아이의 타격 3관왕 축하 파티에서 “오치아이는 입단했을 때 좋은 타자가 될 수 있을 것 같은 분위기를 가지고 있었기 때문에 늘 곁에서 지도했다”라고 이 같이 말해 야마우치와 오치아이 두 사람은 서로 나쁜 인상을 가지고 있지 않았다.
입단 초에는 스프링 캠프에 있던 야구 평론가들은 모두 오치아이의 타격폼에 대한 혹평을 내렸는데 특히 전임 감독이던 가네다 마사이치는 오치아이의 타격폼을 혹평했다. 오치아이는 이 때의 생각을 “만약 고교 출신의 젊은 선수가 프로에 들어가면서 저렇게 훌륭한 사람으로부터 갑자기 말해지면 무너졌을 것이다” 라고 종종 말했다. 이 일은 후에 가네다가 회장을 맡고 있던 일본 프로 야구 명구회의 가입을 거부한 원인이 되면서 입단 2년차 때에는 “장래에 비록 2000개의 안타를 쳤다고 해도 명구회에는 들어가지 않겠다”라고 단언했다.
입단 2년째인 1980년, 2군에서 조정하던 중에 에가와 스구루로부터 홈런을 기록했고 이후 5경기 연속 홈런을 때려내 이스턴 리그에서의 신기록을 만들었다. 그리고 시즌 후반기에는 1군에 복귀하면서 57경기에 출전해 15개의 홈런을 날리는 등 팀의 주전을 차지했다. 같은 해 긴테쓰 버펄로스와의 퍼시픽 리그 플레이오프에 출전하는 등 처음으로 포스트 시즌 출전을 경험했다.
이듬해 1981년에는 올스타전에 첫 출전을 하면서 당시 퍼시픽 리그 팀의 니시모토 유키오 감독에게서 “장래에 10년, 15년 후에 일본 프로 야구를 짊어질 선수다”라고 인정받아 선발에서는 4번 타자로 기용되었다. 정규 시즌에서는 처음으로 규정 타석을 채워 3할 2푼 6리의 시즌 최고 타율을 기록하는 등 프로 데뷔 첫 타이틀인 수위타자 타이틀을 석권했다. 아리토 미치요, 레온 리, 레론 리 등과 함께 클린업 타선을 이끌어 닛폰햄 파이터스와의 퍼시픽 리그 플레이오프에서는 4차전에서 홈런을 때려내 구단 역사상 마지막이 되는 포스트 시즌에서의 승리에 기여했다.
이듬해 1982년에는 일본 프로 야구 사상 최연소로 타격 3관왕을 차지했다.(타율 3할 2푼 5리, 32홈런, 99타점) 야구 평론가인 도요다 야스미쓰는 이에 대해 “3관왕의 수준은 아니었다”라고 비판하기도 했다. 1983년에는 타율 3할 3푼 2리를 기록하여 3년 연속 수위타자를 석권했다.
3년 후인 1985년에는 압도적인 성적으로 통산 두 번째의 3관왕을 차지했는데(타율 3할 6푼 7리, 52홈런, 146타점) 타율 3할 6푼 7리는 당시 우타자로서 역대 최고 타율이며, 52홈런은 당시 퍼시픽 리그 타이 기록, 146타점은 현재까지도 퍼시픽 리그 기록이다. 또 그 해에 득점권 타율 4할 9푼 2리는 경이적인 성적을 기록했는데 이것은 현재까지도 일본 프로 야구 기록으로 남아있다.
1986년, 2년 연속으로 통산 세 번째의 3관왕을 차지(타율 3할 6푼, 50홈런, 116타점)하는 위업을 달성했다. 2년 연속 3관왕 달성은 일본 프로 야구계에서는 오 사다하루(1973년 ~ 1974년), 랜디 바스(1985년 ~ 1986년), 오치아이 등 3명 뿐이고 통산 세 차례의 석권은 오치아이가 유일하다. 그 해에는 부머 웰스나 아키야마 고지 등을 상대로 시즌 중반까지 치열한 타이틀 경쟁을 펼쳤지만 최종적으로 오치아이가 타이틀 석권했다. 오치아이의 이해자인 이나오 가즈히사가 팀 성적 부진으로 감독직에서 물러나 “이나오가 없는 롯데에 자신은 있을 필요가 없다”라고 말했다. 시즌 종료 후 우시지마 가즈히코, 가미카와 세이지, 히라누마 사다하루, 구와타 시게루 등 4선수와의 1대 4 맞트레이드로 주니치 드래건스에 이적했고 일본인 선수로서는 최초로 연봉 1억 엔을 돌파한 선수가 되었다.

#### 주니치 드래건스 시절
주니치 입단 첫 해인 1987년에는 2년 연속 3관왕을 차지한 선수로서 센트럴 리그 경기에 데뷔했지만 홈런과 타점 모두 과거 2년과는 다르게 급격히 떨어지면서 단 한 개의 타이틀도 없이 무관으로 그쳤다. 특히 시노즈카 도시오, 쇼다 고조 등과 수위타자 경쟁을 펼쳤지만 선두와의 2리 차로 리그 3위인 타율 3할 3푼 1리를 기록했다. 시즌 도중인 8월 20일에는 장남이 탄생했다.
이듬해 1988년에는 시즌 32홈런과 95타점(모두 리그 2위), 그리고 승리 타점 19를 기록하면서 팀의 리그 우승에 기여했고 규정 타석을 채운 이후에는 타율 3할 대를 처음으로 밑돌았다. 1989년 시즌 종반에는 파죽지세로 116타점을 기록해 센트럴 리그 팀에 이적한 이후 처음으로 타이틀이 되는 타점왕을 차지하면서 양대 리그에서 타점왕을 차지한 것은 사상 최초였다.
1990년 시즌 34홈런, 102타점을 기록하면서 홈런왕과 타점왕을 동시에 석권했는데 양대 리그에서의 홈런왕을 차지한 것도 사상 최초의 기록이다. 그 다음해인 1991년 2월에는 자신의 연봉과 관련된 문제에 대해서는 이에 불복하면서 일본인 선수로서는 처음으로 연봉 조정을 신청했다. 정규 시즌에서는 시즌 종반까지 3관왕을 노릴 수 있는 위치에 놓여 있었지만 3관왕을 차지하기 위해 홈런을 노렸던 타율이 좀처럼 오르지 못했고 최종전에서는 6타수 5안타라는 경이적인 성적으로 인해 한 번은 1위를 다투고 있는 후루타 아쓰야를 역전했지만 마지막에는 후루타가 최종전에서 1타수 1안타를 기록해 결국 수위타자 타이틀을 놓쳐 홈런왕을 차지하는 데에만 그쳤다. 이 과정에서 후루타가 소속된 야쿠르트 스왈로스와의 최종전에서는 승부를 피할 수 있어 1경기 6개의 볼넷이라는 일본 프로 야구 신기록을 수립했다.
1992년에는 일본 프로 야구 선수회를 탈퇴했고 정규 시즌에서는 작년에 비해 성적이 나빠지는 등 나이에 의한 체력이 떨어졌다는 지적을 받았고. 다음해인 1993년에는 일본 프로 야구 사상 최초로 양대 리그 통산 200홈런을 달성했다. 같은 해 시즌 종료 후 도입된 지 얼마 안된 자유계약(FA)을 행사해 FA를 선언, 요미우리 자이언츠에 이적했다.

#### 요미우리 자이언츠 시절
나가시마 시게오 감독의 지휘 하에 팀의 두 차례 리그 우승을(1994년, 1996년) 달성하는데 기여하는 등 팀내 4번 타자로서 맹활약을 했다. 1995년에 개인 통산 2000안타를 달성했지만 왕년에 프로 야구에서 활약했던 선수들의 사적 모임이자 간판급 선수들의 모임인 일본 프로 야구 명구회 가입을 거부했다. 41세 4개월에서의 2000안타 달성은 자신이 롯데 시절에 그 타격 기술에 경의를 표하고 있던 아라이 히로마사의 40세 2개월을 경신해 당시의 일본 프로 야구 사상 최고령 기록이 되었다(그 후 2012년 5월에 미야모토 신야가 41세 5개월을 기록하면서 오치아이의 기록을 경신했다).
이듬해 1996년, 일본 프로 야구 역사상 7번째인 통산 500호 홈런을 달성했고 역대 7번째의 기록인 통산 1500타점을 동시에 달성했다. 8월 31일 주니치 드래건스전에서는 노구치 시게키로부터 사구를 받아 왼쪽 손목에 골절상을 입는 부상을 당했다. 같은 해 일본 시리즈에서는 1차전부터 복귀했고 시즌 종료 후 세이부 라이온스에서 이적한 기요하라 가즈히로가 요미우리에 입단한 것의 영향으로 출전 기회를 요구하는 등 요미우리 구단에 자유 계약을 신청했다.

#### 닛폰햄 파이터스 시절
1997년, 야쿠르트 스왈로스로부터의 입단 권유가 있었지만 이를 거절하였고 2년 계약을 제시한 우에다 도시하루 감독이 이끄는 닛폰햄 파이터스에 이적하면서 등번호는 ‘3’번으로 배정받았다. 오스기 가쓰오에 뒤를 이은 일본 프로 야구 역사상 두 번째의 양대 리그 통산 1000안타를 달성했지만 타율 2할 6푼 2리, 홈런 3개, 43타점 등 모두 팀내 주전이 된 이후 저조한 성적을 기록해 40대의 고령으로 인한 체력이 한계에 이르면서 성적이 급격하게 떨어졌다.
1998년 시즌에는 팀의 ‘빅뱅 타선’이 폭발하면서 9월까지 팀의 리그 우승을 놓고 경쟁하는 도중에 출전 기회가 줄어들면서 시즌 종료 후 현역 은퇴를 선언했다(임의 은퇴가 아닌 자유 계약으로서의 은퇴).

### 해설자·평론가 시절
현역 은퇴한 이듬해 1999년부터는 야구 해설가로서 활동했고 1999년부터 2001년까지 TV 아사히의 야구 해설위원을 맡았다(캐치카피는 오레류 해설(オレ流解説)이었다). 그 이후에는 프리랜서 평론가로 활동하고 있었지만 TV 아사히에 있을 당시부터 몸담고 있던 규슈 아사히 방송의 프로그램에서 종종 등장하기도 했다. 2001년 2월에는 모리 마사아키가 감독으로 있는 요코하마 베이스타스의 스프링 캠프에서 임시 타격 코치를 맡았다. 2003년 시즌 종료 후에는 야마다 히사시의 후임으로 주니치 드래건스의 차기 감독으로 부임했다(3년 계약).

### 주니치 감독 시절

#### 2004년 ~ 2005년

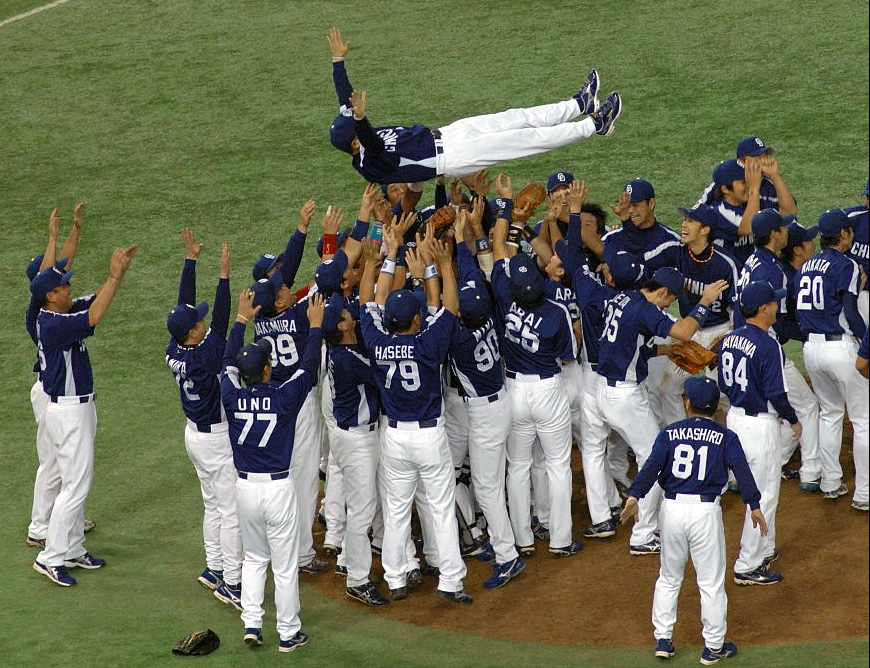
2007년 11월 11일, 도쿄 돔에서 열린 코나미컵 아시아시리즈 결승전에서 우승이 확정된 후 오치아이 감독(가운데)이 선수들로부터 우승 헹가레를 받고 있는 모습

감독 부임 1년째인 2004년에는 3년간 1군에서의 등판 기회가 없었던 가와사키 겐지로를 개막전 선발 투수로 기용했고 가와사키는 5실점을 기록하면서 경기 도중에 강판당했지만 팀은 역전승을 거뒀다. 팀의 에이스인 가와카미 겐신을 3차전에 선발로 등판시켜 3연패의 위험을 피하는 것과 동시에 가와사키의 개막전 기용으로 팀에게 자극을 주면서도 선발 투수에 관한 정보 누설이 없는가를 확인하는 것이 목적을 두어 그 후에 말하고 있다. 취임 1년 만에 팀의 리그 우승을 달성했지만 일본 시리즈에서는 먼저 3승을 기록하면서도 3승 4패라는 성적을 기록해 일본 시리즈 우승 달성에는 실패했다. 2005년, 타이론 우즈의 구타 사건에 의한 출장 정지와 교류전에 있어서의 신통치 않은 팀 성적으로 결국 시즌 2위로 마감했다.

#### 2006년
이듬해에는 감독으로서 통산 두 번째의 리그 우승을 2년 만에 달성했고 일본 시리즈에서는 1승 4패의 성적으로 또 다시 일본 시리즈 우승 달성에는 실패했다. 시즌 종료 후 구단과의 재계약 협상에서는 2년 계약을 맺었다.

#### 2007년
정규 페넌트레이스에서는 우승을 놓쳐 2위로 기록했고 그 해부터 도입된 클라이맥스 시리즈에서는 한신 타이거스에게 2연승, 요미우리와의 경기에서 3연승이라는 성적으로 일본 시리즈에 진출하는 데 성공했다. 4승 1패로 홋카이도 닛폰햄 파이터스를 누르고 일본 시리즈 우승을 달성했는데 본인으로서는 “플레이오프 챔피언(가치가 있는 리그 제패를 거치지 않는 일본 시리즈 우승)”이면서도 공식 기록상 53년 만의 두 번째 일본 시리즈 우승이었고 그 이후에 열린 아시아 시리즈에서도 팀을 우승으로 이끌었다. 이러한 공적을 인정받아 주니치의 감독과 선수 출신으로서는 최초로 일본 야구계의 최고 상인 쇼리키 마쓰타로상을 수상했다.

#### 2008년
감독 취임 5년째인 2008년 시즌에서는 순위와 승수, 승률이 모두 최저 성적을 기록하면서 감독으로서의 최악의 시즌을 보냈다. 후쿠도메 고스케의 메이저 리그 이적이나 베이징 올림픽에서의 일본 야구 국가대표팀 선수로 발탁된 5명의 주력 선수들이 전력에서 제외된 것의 영향으로 인하여 결국 3위로 끝났다. 클라이맥스 시리즈의 파이널 스테이지에서는 요미우리한테 단 1승만 거두면서 일본 시리즈 진출에는 실패했고 이후 구단과의 재계약 과정에서는 3년 계약을 맺었다.

#### 2009년
가와카미 겐신, 타이론 우즈, 나카무라 노리히로 등 주력 선수들이 잇달아 팀을 떠났고 간판 포수인 다니시게 모토노부가 부상으로 이탈한 적도 있어 4월에는 패한 경기 수가 많아지는 등 불안한 시즌을 보냈다. 그러나 7월에는 1위 팀인 요미우리와 1.5경기차까지 따라붙었지만 요미우리와의 선두 싸움에서 밀려나는 등 12경기차로 결국 2위로 끝났다. 클라이맥스 시리즈의 파이널 스테이지인 요미우리와의 경기에서는 작년과 마찬가지로 1승을 올리는 데에만 그쳤다.

#### 2010년
이바타 히로카즈의 부상에 의한 전력 이탈과 토니 블랑코의 득점력이 큰 폭으로 저하될 정도의 저조한 타격 성적을 기록하는 등 한때 1위 팀과 8경기차로 벌어졌지만 리그 최상급인 투수진들의 활약에 의해 9월 10일에는 리그 선두를 탈환했고 요미우리와 한신과의 리그 우승을 놓고 경쟁하면서 143경기 만에 감독으로서의 통산 세 번째 리그 우승을 달성했다. 이후 클라이맥스 시리즈 파이널 스테이지에서는 요미우리를 누르고 일본 시리즈에 진출했지만 퍼시픽 리그 3위팀이자 퍼시픽 리그 클라이맥스 시리즈 우승팀인 지바 롯데 마린스에게 패하면서 일본 시리즈 우승 달성에 실패하는 고배를 마셨다. 2010년 시즌 종료 기준으로 7년 연속으로 지휘한 감독이 되면서 요나미네 가나메(1972년 ~ 1977년)과 호시노 센이치(제2차 감독으로 재직할 시의 1996년 ~ 2001년)의 6년 연속을 웃돌아 구단 역대 1위가 되었다.

#### 2011년
1월 14일에는 2011년도 일본 야구 명예의 전당에 헌액자로 선정, 그 해의 정규 시즌에는 주력 타자들의 잇단 타격 부진으로 전반기에서 고전을 면치 못했고 8월 상순에는 5위로 떨어지는 등 선두 야쿠르트와의 최대 10경기 차이가 났지만 9월에 들어가면서 투수진의 활약에 의해 승차를 줄여 나갔다. 9월 22일에 구단으로부터 2011년 시즌 마지막으로 감독직에서 물러나겠다는 공식 입장을 밝히면서 그 영향으로 인해 10월 6일에는 팀은 리그 선두 자리를 차지했다.
10월 18일에는 142경기째에 리그 우승을 제패해(감독으로서는 통산 4번째의 리그 우승) 구단 역사상 최초로 2년 연속 리그 연패를 달성했다. 야쿠르트와의 클라이맥스 시리즈 파이널 스테이지에서도 4승 2패(리그 우승 어드밴티지 1승을 포함)를 기록하여 2년 연속(감독으로서는 5번째)의 일본 시리즈 진출을 이끌어 경기 종료 후에는 당초 예정되지 않았던 선수와 코칭 스태프들로부터 헹가래를 받았다. 그러나 후쿠오카 소프트뱅크 호크스와의 일본 시리즈에서 3승 4패를 기록하여 작년과 마찬가지로 일본 시리즈 우승을 놓쳤기 때문에 이것이 주니치 감독으로서의 마지막 경기가 되었다. 2007년부터 센트럴 리그에도 클라이맥스 시리즈가 도입되었지만 소극적인 의견을 내세워 ‘완전 제패’(리그 우승과 일본 시리즈 우승)를 목표로 내걸고 있었지만 이를 실행에 옮기지 못한 채 결국 유니폼을 벗게 되었다.
2011년 11월 20일 부로 주니치 드래건스의 감독직에서 물러났다.

### 그 후
주니치의 감독에서 물러난 이듬해인 2012년에는 닛칸 스포츠의 평론가로 복귀했다.
2013년 10월 주니치 드래건스의 단장으로 부임했으며, 2017년 1월에 물러났다.

## 에피소드

### 현역 은퇴 후의 발언
- 2000년 시점에서 오치아이 본인이 현역에서 활약했을 당시의 기록에 대해 자랑할 수 있는 것은 “세 차례의 타격 3관왕과 2년 연속 50홈런 뿐이다”라고 말했다(당시 일본 프로 야구계에서는 유일한 기록이며, 2년 연속 50홈런 이상은 2002년과 2003년에 알렉스 카브레라도 달성했다).
- 주니치 드래건스의 감독으로 취임하고 나서는 “(프로 야구 구단은)이기는 것이 최대의 팬 서비스이다”라고 말했다.
- 2008년에 NHK가 야구계의 재편 문제를 다룬 다큐멘터리를 방송하면서 그 중심 인물의 한 명으로 다루기도 했다. 2004년 프로 야구 파업 사태가 일어나기 직전에 주니치의 선수 회장인 이바타 히로카즈를 불러 “선수회로서 철저하게 싸워 와라. 리그 우승이나 일본 시리즈가 없어져도 상관없다. 세상에는 그 이상으로 중요한 것이 있다”라고 발언했다.

### 등번호에 관한 에피소드
등번호에 대한 고집이 있을 정도로 그의 야구 박물관인 ‘오치아이 히로미쓰 기념관’은 등번호인 ‘6’번을 기념하는 의미로 육각형의 모양의 디자인이 설계되었다.
- 요미우리에 이적할 당시의 등번호 ‘6’번은 시노즈카 가즈노리가 착용하고 있었기 때문에 ‘6’에 ‘0’을 붙인 ‘60’번을 착용했다(시노즈카가 은퇴한 다음해인 1995년부터는 ‘6’번으로 변경됨). 1994년은 요미우리 구단 창설 60주년이 된 해였으며 오치아이가 같은 해 개막전에서 출전할 당시 4번 타자로 타석에 들어섰을 경우 요미우리의 ‘제60대 4번 타자’가 되기 위해 선택했다고 한다.
- 주니치의 감독으로 취임한 이후에도 등번호에 대한 고집이 여기저기서 보여주는 등 다니시게 모토노부가 당시 ‘7’번을 착용하고 있던 것을 “포수의 번호인 것 같지 않다”라고 말해 모리 마사히코, 오야 아키히코, 이토 쓰토무, 후루타 아쓰야 등 역대의 간판 포수들이 착용하고 있던 ‘27’번으로 변경되기도 했다.
- 당시 ‘16’번을 붙이고 있던 모리노 마사히코의 번호를 주니치 감독으로 취임한 직후에는 ‘8’번, 2006년부터는 ‘31’번으로 변경되었다.[6]
- 주니치에 대해서는 구단을 대표하는 투수가 전통으로 회자되고 있던 “에이스 등번호 「20」”이라는 생각에도 부정적인 견해를 드러냈다. 2004년에 가와사키 겐지로가 은퇴한 후에 입단한 나카타 겐이치에게 ‘20’번을 넘겨주었을 때 “우연히 비어 있었기 때문에 주었다”, “에이스 넘버는 18번이다”라고 발언하는 등 팬들에게 큰 파문을 불러 일으켰다(그 후 나카타는 선발 투수진의 일각을 차지하는 존재가 된 것에 대해서는 “우연히라고 말했지만 처음부터 나카타를 기대하고 있었기 때문에 20번을 주었을 것이다” 라는 팬들 사이에서 호의적인 해석도 나왔다).
- ‘3’번이나 ‘20’번 이외에도 고졸 선수의 드래프트 2순위 이내의 선수나 젊은 선수, 예를 들면 후쿠도메 고스케가 붙이고 있던 ‘1’번을 도노우에 나오미치, 가와카미 겐신이 붙이고 있던 ‘11’번을 오카다 도시야, 에이스 등번호인 ‘18’번을 이토 준키에게 주고 있다.
- 주니치 신문에 게재되고 있는 야구 관련 기사에서 ‘00’번은 의미가 없다고 하는 이유를 들어 2011년부터 주니치 구단의 결번으로 지정하게 되었다. 현재 곤고 히로키가 붙이고 있는 ‘0’번도 “등번호는 아니다”라고 발언했다.

### 《건담》 팬
야구계에서는 유일하게 기동전사 건담 시리즈를 좋아할 정도의 《건담》 열성팬으로 알려져 있어 그 때문에 건담과 관련되는 에피소드가 다수 있었다.
가장 좋아하는 모빌 슈트는 《신기동전기 건담W》에 등장하는 ‘윙 건담 제로’인데 2008년 1월 시즈오카현에 있는 반다이 호비 센터를 방문해 주니치 드래건스 팀의 색깔과 동일한 건담 엑시아를 선물 받았다. 2008년 오프 시즌에는 주니치가 우승을 놓쳤기 때문에 그의 장남인 오치아이 후쿠시로부터 ‘다음 시즌의 개막까지 건담 금지령’이 나와 당시 방송되고 있던 《기동전사 건담 00》 제2 시즌을 시청할 수 없게 되었다. 어쩔 수 없이 오치아이는 기분을 달래기 위해서 한때 《마크로스 F》에 마음이 들떠 있었다고 한다.

### 퇴장기록
선수시절에 2번(롯데 시절과 요미우리 시절에 각각 1번) 감독시절에 6번 퇴장당한 경험이 있다. 이 중 1번은 심판에게 한 폭언으로 인한 퇴장이고 나머지는 전부 경기지연행위로 인한 퇴장이다.

## 상세 정보

### 출신 학교
- 아키타 현립 아키타 공업고등학교
- 도요 대학(중퇴)

### 선수 경력
사회인 시대
- 도시바 후추

프로팀 경력
- 롯데 오리온스(1979년 ~ 1986년)
- 주니치 드래건스(1987년 ~ 1993년)
- 요미우리 자이언츠(1994년 ~ 1996년)
- 닛폰햄 파이터스(1997년 ~ 1998년)

### 지도자·기타 경력
- TV 아사히 야구 해설위원(1999년 ~ 2001년)
- 주니치 드래건스 감독(2004년 ~ 2011년)

### 수상·타이틀 경력

#### 타이틀
- 타격 부문 3관왕 : 3회(1982년, 1985년, 1986년) ※3회 달성은 프로 야구 역대 최다 기록.
- 수위타자 : 5회(1981년 ~ 1983년, 1985년, 1986년)
- 홈런왕 : 5회(1982년, 1985년, 1986년, 1990년, 1991년)[7]
- 타점왕 : 5회(1982년, 1985년, 1986년, 1989년, 1990년)[8]
- 최다 승리 타점 : 5회(1982년, 1985년, 1988년, 1989년, 1993년)[9]
- 최고 출루율 : 7회(1982년, 1985년 ~ 1988년, 1990년, 1991년)
- 최다 안타(당시는 타이틀이 아님) : 1회(1982년) ※1994년부터 타이틀로 제정됨.

#### 수상
- MVP : 2회(1982년, 1985년)[10]
- 베스트 나인 : 10회(1981년 ~ 1986년, 1988년 ~ 1991년)[11]
- 쇼리키 마쓰타로상 : 1회(2007년)
- 월간 MVP : 6회(1985년 9월, 1986년 5월, 1988년 8월, 1989년 8월, 1990년 5월, 1991년 8월)
- 일본 프로 스포츠 대상 : 2회(1982년, 1986년)
- IBM 플레이어오브더이어상 : 1회(1991년)
- 우수 JCB·MEP상 : 1회(1990년)
- 올스타전 MVP : 2회(1983년 제3차전, 1995년 제1차전)
- 센트럴 리그 최우수 감독상 : 4회(2004년, 2006년, 2010년, 2011년)[12]
- 일본 야구 명예의 전당 헌액자(2011년)

### 주요 기록
- 시즌 타율 : .367(1985년) ※우타자로서는 역대 3위.
- 시즌 홈런 : 52개(1985년) ※우타자로서는 일본인 역대 최다 타이 기록 수립.
- 시즌 타점 : 146타점(1985년) ※퍼시픽 리그 기록.
- 시즌 장타율 : .763(1985년) ※퍼시픽 리그 기록.
- 시즌 득점 : 118득점(1985년) ※우타자로서는 퍼시픽 리그 기록 수립.
- 시즌 루타 : 351루타(1985년) ※우타자로서는 퍼시픽 리그 기록 수립.
- 시즌 득점권 타율 : .492(1985년) ※일본 기록.
- 시즌 출루율 : .487(1986년) ※퍼시픽 리그 기록.
- 시즌 타율 3할대 이상 : 11회(1981년 ~ 1987년, 1989년, 1991년, 1995년, 1996년) ※역대 5위 타이 기록.
- 시즌 타율 3할 6푼 이상 : 2회(1985년, 1986년) ※일본 타이 기록 수립, 우타자로서는 사상 처음.
- 시즌 50홈런 이상 : 2회(1985년, 1986년) ※역대 2위.
- 시즌 30홈런 이상 : 9회(1981년, 1982년, 1984년 ~ 1986년, 1988년 ~ 1991년) ※역대 3위.
- 17년 연속 시즌 100안타 이상(1981년 ~ 1997년) ※역대 4위.
- 2년 연속 시즌 50홈런 이상(1985년 ~ 1986년) ※사상 최초.
- 양대 리그 1000안타 이상(퍼시픽 : 1096개, 센트럴 : 1275개) ※역대 2번째.
- 양대 리그 200홈런 이상(퍼시픽 : 247개, 센트럴 : 263개)[13]
- 1경기 6볼넷(1991년 10월 13일) ※일본 기록.
- 5경기 연속 홈런(1989년 10월 10일 ~ 10월 14일)
- 통산 타율 : .3108(1979년 ~ 1998년)[14]
- 통산 장타율 : .564(1979년 ~ 1998년) ※우타자로서는 역대 1위.
- 통산 출루율 : .422(1979년 ~ 1998년) ※역대 2위, 우타자로서는 역대 1위.
- 통산 장타율 : .564(1979년 ~ 1998년) ※우타자의 일본인 역대 1위.
- 통산 볼넷 : 1475(1979년 ~ 1998년) ※역대 2위, 우타자 역대 1위.

#### 첫 기록
- 첫 출장 : 1979년 5월 29일, 대 난카이 호크스 전기 8차전(가와사키 구장), 7회말에 아라이 마사노리의 대타로서 출장
- 첫 선발 출장 : 1979년 5월 30일, 대 난카이 호크스 전기 9차전(가와사키 구장), 7번·3루수로서 선발 출장
- 첫 안타·첫 타점 : 상동, 6회말에 모리구치 마스미쓰로부터
- 첫 홈런 : 1979년 5월 31일, 대 난카이 호크스 전기 11차전(가와사키 구장), 3회말에 야마우치 신이치로부터 3점 홈런

#### 기록 달성 경력
- 통산 100홈런 : 1983년 8월 31일, 대 한큐 브레이브스 20차전(한큐 니시노미야 구장), 9회초에 야마오키 유키히코로부터 좌월 선제 3점 홈런 ※역대 127번째.
- 통산 150홈런 : 1985년 5월 5일, 대 난카이 호크스 4차전(가와사키 구장), 5회말에 오쿠보 마나부로부터 ※역대 75번째.
- 통산 200홈런 : 1986년 5월 31일, 대 한큐 브레이브스 8차전(가와사키 구장), 2회말에 이마이 유타로로부터 중월 선제 솔로 홈런 ※역대 48번째.
- 통산 250홈런 : 1987년 5월 19일, 대 요미우리 자이언츠 7차전(나고야 구장), 6회말에 니시모토 다카시로부터 중월 2점 홈런 ※역대 27번째.
- 통산 1000안타 : 1987년 6월 2일, 대 요코하마 다이요 웨일스 9차전(나고야 구장), 7회말에 다카하시 가즈히코로부터 좌월 솔로 홈런 ※역대 148번째.
- 통산 1000경기 출장 : 1988년 5월 14일, 대 요미우리 자이언츠 7차전(나고야 구장), 4번·3루수로서 선발 출장 ※역대 276번째.
- 통산 300홈런 : 1988년 10월 2일, 대 한신 타이거스 23차전(나고야 구장), 3회말에 나카다 고지로부터 우월 결승 솔로 홈런 ※역대 19번째.
- 통산 350홈런 : 1990년 5월 8일, 대 한신 타이거스 3차전(하마마쓰 구장), 3회말에 시마오 야스히토로부터 좌월 선제 3점 홈런 ※역대 14번째.[15]
- 통산 1000타점 : 1990년 6월 12일, 대 히로시마 도요 카프 9차전(히로시마 시민 구장), 9회초에 다카기 노부히로로부터 우월 3점 홈런 ※역대 21번째(역대 최고 속도인 1284경기에 도달).
- 통산 1500안타 : 1990년 9월 5일, 대 요미우리 자이언츠 22차전(도쿄 돔), 9회초에 구와타 마스미로부터 좌월 3점 홈런 ※역대 59번째.
- 통산 3000루타 : 1991년 6월 30일, 대 요미우리 자이언츠 10차전(나고야 구장), 8회말에 고다 이사오로부터 솔로 홈런 ※역대 30번째.
- 통산 400홈런 : 1991년 8월 30일, 대 히로시마 도요 카프 15차전(히로시마 시민 구장), 4회초에 가네이시 아키히토로부터 중월 솔로 홈런 ※역대 11번째.
- 통산 1000득점 : 1992년 4월 26일, 대 한신 타이거스 5차전(나고야 구장), 3회말에 나카고미 신으로부터 솔로 홈런 ※역대 24번째.
- 통산 1500경기 출장 : 1992년 5월 4일, 대 히로시마 도요 카프 3차전(나고야 구장), 4번·1루수로서 선발 출장 ※역대 101번째.
- 통산 3500루타 : 1993년 8월 15일, 대 요미우리 자이언츠 18차전(도쿄 돔), 8회초에 하시모토 기요시로부터 단타 ※역대 18번째.
- 통산 450홈런 : 1993년 8월 18일, 대 야쿠르트 스왈로스 18차전(나고야 구장), 6회말에 가와사키 겐지로로부터 선제 결승 2점 홈런
- 통산 300개의 2루타 : 1994년 4월 16일, 대 야쿠르트 스왈로스 2차전(도쿄 돔), 7회말에 나이토 나오유키로부터 ※역대 31번째.
- 통산 2000안타 : 1995년 4월 15일, 대 한신 타이거스 2차전(도쿄 돔), 6회말에 구보 야스오로부터 좌월 솔로 홈런 ※역대 27번째.
- 통산 1000삼진 : 1995년 10월 8일, 대 히로시마 도요 카프 27차전(도쿄 돔), 2회말에 기토 마코토로부터 ※역대 21번째.
- 통산 4000루타 : 1996년 5월 18일, 대 야쿠르트 스왈로스 7차전(도쿄 돔), 2회말에 테리 브로스로부터 솔로 홈런 ※역대 11번째.
- 통산 2000경기 출장 : 1996년 5월 29일, 대 야쿠르트 스왈로스 10차전(도쿄 돔), 4번·1루수로서 선발 출장 ※역대 29번째.
- 통산 500홈런 : 1996년 7월 3일, 대 야쿠르트 스왈로스 15차전(메이지 진구 야구장), 6회초에 테리 브로스로부터 역전 2점 홈런 ※역대 7번째.
- 통산 1500타점 : 1996년 8월 27일, 대 히로시마 도요 카프 21차전(히로시마 시민 구장), 8회초에 시라타케 요시히사로부터 우전 결승 적시타 ※역대 7번째.

#### 기타
- 올스타전 출장 : 15회(1981년 ~ 1991년, 1993년, 1995년 ~ 1997년)
- 올스타전 통산 타율 : .365[16]
- 올스타전 통산 홈런 : 11개 ※역대 4위.
- 올스타전 통산 타점 : 27타점 ※역대 3위.

### 등번호
- 6(1979년 ~ 1993년, 1995년 ~ 1996년)
- 60(1994년)
- 3(1997년 ~ 1998년)
- 66(2004년 ~ 2011년)

### 연도별 타격 성적
| 연 도       | 소 속       | 경 기 | 타 석 | 타 수 | 득 점 | 안 타 | 2 루 타 | 3 루 타 | 홈 런 | 루 타 | 타 점 | 도 루 | 도 루 자 | 희 생 번 | 희 생 플 | 볼 넷 | 고 4 | 사 구 | 삼 진 | 병 살 타 | 타 율 | 출 루 율 | 장 타 율 | O P S |
| ----------- | ----------- | ----- | ----- | ----- | ----- | ----- | ------- | ------- | ----- | ----- | ----- | ----- | -------- | -------- | -------- | ----- | ---- | ----- | ----- | -------- | ----- | -------- | -------- | ----- |
| 1979년      | 롯데        | 36    | 69    | 64    | 7     | 15    | 3       | 1       | 2     | 26    | 7     | 1     | 0        | 0        | 0        | 4     | 0    | 1     | 12    | 2        | .234  | .290     | .406     | .696  |
| 1980년      | 롯데        | 57    | 188   | 166   | 28    | 47    | 7       | 0       | 15    | 99    | 32    | 1     | 0        | 2        | 2        | 17    | 0    | 1     | 23    | 5        | .283  | .349     | .596     | .946  |
| 1981년      | 롯데        | 127   | 502   | 423   | 69    | 138   | 19      | 3       | 33    | 262   | 90    | 6     | 3        | 1        | 4        | 68    | 1    | 6     | 55    | 17       | .326  | .423     | .619     | 1.043 |
| 1982년      | 롯데        | 128   | 552   | 462   | 86    | 150   | 32      | 1       | 32    | 280   | 99    | 8     | 2        | 0        | 4        | 81    | 6    | 5     | 58    | 11       | .325  | .428     | .606     | 1.034 |
| 1983년      | 롯데        | 119   | 497   | 428   | 79    | 142   | 22      | 1       | 25    | 241   | 75    | 6     | 5        | 0        | 3        | 64    | 5    | 2     | 52    | 14       | .332  | .419     | .563     | .982  |
| 1984년      | 롯데        | 129   | 562   | 456   | 89    | 143   | 17      | 3       | 33    | 265   | 94    | 8     | 1        | 0        | 4        | 98    | 8    | 4     | 33    | 14       | .314  | .436     | .581     | 1.017 |
| 1985년      | 롯데        | 130   | 568   | 460   | 118   | 169   | 21      | 1       | 52    | 351   | 146   | 5     | 1        | 0        | 4        | 101   | 26   | 3     | 40    | 16       | .367  | .481     | .763     | 1.244 |
| 1986년      | 롯데        | 123   | 522   | 417   | 98    | 150   | 11      | 0       | 50    | 311   | 116   | 5     | 1        | 0        | 1        | 101   | 19   | 3     | 59    | 15       | .360  | .487     | .746     | 1.232 |
| 1987년      | 주니치      | 125   | 519   | 432   | 83    | 143   | 33      | 0       | 28    | 260   | 85    | 1     | 4        | 0        | 4        | 81    | 10   | 2     | 51    | 10       | .331  | .435     | .602     | 1.037 |
| 1988년      | 주니치      | 130   | 557   | 450   | 82    | 132   | 31      | 1       | 32    | 261   | 95    | 3     | 4        | 0        | 6        | 98    | 13   | 3     | 70    | 11       | .293  | .418     | .580     | .998  |
| 1989년      | 주니치      | 130   | 559   | 476   | 78    | 153   | 23      | 1       | 40    | 298   | 116   | 4     | 3        | 1        | 6        | 75    | 7    | 1     | 69    | 11       | .321  | .410     | .626     | 1.036 |
| 1990년      | 주니치      | 131   | 570   | 458   | 93    | 133   | 19      | 1       | 34    | 256   | 102   | 3     | 3        | 0        | 8        | 100   | 17   | 4     | 87    | 7        | .290  | .416     | .559     | .975  |
| 1991년      | 주니치      | 112   | 478   | 374   | 80    | 127   | 17      | 0       | 37    | 255   | 91    | 4     | 2        | 0        | 5        | 95    | 16   | 4     | 55    | 9        | .340  | .473     | .682     | 1.155 |
| 1992년      | 주니치      | 116   | 481   | 384   | 58    | 112   | 22      | 1       | 22    | 202   | 71    | 2     | 3        | 0        | 6        | 88    | 8    | 3     | 74    | 12       | .292  | .425     | .526     | .948  |
| 1993년      | 주니치      | 119   | 504   | 396   | 64    | 113   | 19      | 0       | 17    | 183   | 65    | 1     | 2        | 0        | 8        | 96    | 14   | 4     | 69    | 13       | .285  | .423     | .462     | .885  |
| 1994년      | 요미우리    | 129   | 540   | 447   | 53    | 125   | 19      | 0       | 15    | 189   | 68    | 0     | 0        | 0        | 6        | 81    | 4    | 6     | 56    | 13       | .280  | .393     | .423     | .815  |
| 1995년      | 요미우리    | 117   | 483   | 399   | 64    | 124   | 15      | 1       | 17    | 192   | 65    | 1     | 0        | 0        | 8        | 73    | 2    | 3     | 87    | 17       | .311  | .414     | .481     | .895  |
| 1996년      | 요미우리    | 106   | 448   | 376   | 60    | 113   | 18      | 0       | 21    | 194   | 86    | 3     | 0        | 0        | 2        | 67    | 3    | 3     | 53    | 11       | .301  | .408     | .516     | .924  |
| 1997년      | 닛폰햄      | 113   | 466   | 397   | 35    | 104   | 14      | 0       | 3     | 127   | 43    | 3     | 0        | 0        | 5        | 61    | 1    | 3     | 60    | 16       | .262  | .361     | .320     | .680  |
| 1998년      | 닛폰햄      | 59    | 192   | 162   | 11    | 38    | 6       | 0       | 2     | 50    | 18    | 0     | 1        | 0        | 2        | 26    | 0    | 2     | 22    | 12       | .235  | .344     | .309     | .652  |
| 통산 : 20년 | 통산 : 20년 | 2236  | 9257  | 7627  | 1335  | 2371  | 371     | 15      | 510   | 4302  | 1564  | 65    | 35       | 4        | 88       | 1475  | 160  | 63    | 1135  | 236      | .311  | .422     | .564     | .987  |

- 굵은 글씨는 시즌 최고 성적, 붉은색 글씨는 일본 프로 야구 역대 최고 성적.

### 감독으로서의 팀 성적

#### 정규 시즌
| 연도       | 소속       | 순위       | 경기 | 승리 | 패전 | 무승부 | 승률 | 승차          | 팀 홈런       | 팀 타율       | 팀 평균자책점 | 팀 득점       | 팀 실점       | 연령          |
| ---------- | ---------- | ---------- | ---- | ---- | ---- | ------ | ---- | ------------- | ------------- | ------------- | ------------- | ------------- | ------------- | ------------- |
| 2004년     | 주니치     | 1위        | 138  | 79   | 56   | 3      | .585 | (7.5)         | 111           | .274          | 3.86          | 623           | 558           | 50세          |
| 2005년     | 주니치     | 2위        | 146  | 79   | 66   | 1      | .545 | 10.0          | 139           | .269          | 4.13          | 680           | 628           | 51세          |
| 2006년     | 주니치     | 1위        | 146  | 87   | 54   | 5      | .617 | (3.5)         | 139           | .270          | 3.10          | 669           | 496           | 52세          |
| 2007년     | 주니치     | 2위        | 144  | 78   | 64   | 2      | .549 | 1.5           | 121           | .261          | 3.59          | 623           | 556           | 53세          |
| 2008년     | 주니치     | 3위        | 144  | 71   | 68   | 5      | .511 | 10.0          | 140           | .253          | 3.53          | 535           | 556           | 54세          |
| 2009년     | 주니치     | 2위        | 144  | 81   | 62   | 1      | .566 | 12.0          | 136           | .258          | 3.17          | 605           | 508           | 55세          |
| 2010년     | 주니치     | 1위        | 144  | 79   | 62   | 3      | .560 | (1.0)         | 119           | .259          | 3.29          | 539           | 521           | 56세          |
| 2011년     | 주니치     | 1위        | 144  | 75   | 59   | 10     | .560 | (2.5)         | 82            | .228          | 2.46          | 419           | 410           | 57세          |
| 통산 : 8년 | 통산 : 8년 | 통산 : 8년 | 1150 | 629  | 491  | 30     | .562 | A클래스 : 8회 | A클래스 : 8회 | A클래스 : 8회 | A클래스 : 8회 | A클래스 : 8회 | A클래스 : 8회 | A클래스 : 8회 |

1. 2001년부터 2004년까지는 140경기제(2004년은 프로 야구 파업 사태로 인해 2경기를 치르지 않았음).
2. 2005년부터 2006년까지는 146경기제.
3. 2007년부터 144경기제.
4. 우승 연도의 승차는 2위와의 승차.

- 순위에서 굵은 글씨는 일본 시리즈 우승.
- 팀 성적에서의 굵은 글씨는 리그 1위, 밑줄친 부분은 리그 최하위 성적.

#### 포스트 시즌
| 연도   | 소속   | 경기명                                        | 상대팀                                  | 성적        |
| ------ | ------ | --------------------------------------------- | --------------------------------------- | ----------- |
| 2004년 | 주니치 | 일본 시리즈                                   | 세이부 라이온스                         | 3승 4패     |
| 2006년 | 주니치 | 일본 시리즈                                   | 홋카이도 닛폰햄 파이터스                | 1승 4패     |
| 2007년 | 주니치 | 센트럴 리그 클라이맥스 시리즈 1스테이지       | 한신 타이거스(센트럴 리그 3위)          | 2승 0패     |
| 2007년 | 주니치 | 센트럴 리그 클라이맥스 시리즈 2스테이지       | 요미우리 자이언츠(센트럴 리그 우승)     | 3승 0패     |
| 2007년 | 주니치 | 일본 시리즈                                   | 홋카이도 닛폰햄 파이터스                | 4승 1패     |
| 2008년 | 주니치 | 센트럴 리그 클라이맥스 시리즈 1스테이지       | 한신 타이거스(센트럴 리그 2위)          | 2승 1패     |
| 2008년 | 주니치 | 센트럴 리그 클라이맥스 시리즈 2스테이지       | 요미우리 자이언츠(센트럴 리그 우승)     | 1승 1무 2패 |
| 2009년 | 주니치 | 센트럴 리그 클라이맥스 시리즈 1스테이지       | 도쿄 야쿠르트 스왈로스(센트럴 리그 3위) | 2승 1패     |
| 2009년 | 주니치 | 센트럴 리그 클라이맥스 시리즈 2스테이지       | 요미우리 자이언츠(센트럴 리그 우승)     | 1승 3패     |
| 2010년 | 주니치 | 센트럴 리그 클라이맥스 시리즈 파이널 스테이지 | 요미우리 자이언츠(센트럴 리그 3위)      | 3승 1패     |
| 2010년 | 주니치 | 일본 시리즈                                   | 지바 롯데 마린스                        | 2승 1무 4패 |
| 2011년 | 주니치 | 센트럴 리그 클라이맥스 시리즈 파이널 스테이지 | 도쿄 야쿠르트 스왈로스(센트럴 리그 3위) | 3승 2패     |
| 2011년 | 주니치 | 일본 시리즈                                   | 후쿠오카 소프트뱅크 호크스              | 3승 4패     |

- 2008년, 2009년의 클라이맥스 시리즈 2스테이지에서는 센트럴 리그 우승 팀인 요미우리 자이언츠에게 1승 어드벤티지, 2010년의 클라이맥스 시리즈 파이널 스테이지(2스테이지에서 명칭 변경)에서는 센트럴 리그 우승팀인 주니치 드래건스에게 1승의 어드벤티지가 주어졌지만 여기에서 어드벤티지분은 제외한 승수를 나타냈다.

## 저서
- 《なんと言われようとオレ流さ》(고단샤, 1986년 4월) ISBN 4-06-202629-5
- 《승부의 방정식》(쇼가쿠칸, 1994년 6월) ISBN 4-09-387121-3
- 《격투와 도전 교진군·오치아이 히로미쓰가 싸운 기적의 136경기》(스즈키 히로시 공저, 쇼가쿠칸, 1995년 6월) ISBN 4-09-387157-4
- 《불패 인생 43세부터의 도전》(스즈키 히로시 공저, 쇼가쿠칸, 1997년 2월) ISBN 4-09-387212-0
- 《야구인》(베이스볼 매거진사, 1998년 12월) ISBN 4-583-03569-1
- 《프로페셔널》(베이스볼 매거진사, 1999년 12월) ISBN 4-583-03621-3
- 《오치아이에게 물어라!》(아사히 신문, 2000년 3월) ISBN 4-02-257478-X
- 《코칭-말과 신념의 마술》(다이아몬드사, 2001년 9월) ISBN 4-478-72021-5
- 《오치아이 히로미쓰의 초야구학(1) 배팅의 도리》(베이스볼 매거진사, 2003년 5월) ISBN 4-583-03749-X
- 《오치아이 히로미쓰의 초야구학(2) 〈속〉배팅의 도리》(베이스볼 매거진사, 2004년 3월) ISBN 4-583-03791-0
- 《오치아이 전기 - 일본 제일의 터프하고 상냥한 지휘관의 독창적 ‘지휘봉&인심 장악술’》(다이아몬드사, 2004년 11월) ISBN 4-478-96091-7